# Gunungiella dvitiya
Gunungiella dvitiya är en nattsländeart som beskrevs av Schmid 1968. Gunungiella dvitiya ingår i släktet Gunungiella och familjen stengömmenattsländor. Inga underarter finns listade i Catalogue of Life.